# Pliego de condiciones
Se denomina pliego de condiciones a un documento contractual, de carácter exhaustivo y obligatorio en el cual se establecen las condiciones o cláusulas que se aceptan en un contrato de obras o servicios, una concesión administrativa, una subasta, etc.
Los pliegos de condiciones son documentos fundamentales en procesos de licitación, contratación o adjudicación de proyectos, ya que establecen las especificaciones, requisitos técnicos y condiciones legales que deben cumplirse por parte de los participantes. Estos documentos garantizan la transparencia, igualdad de oportunidades y competencia justa entre los interesados.
La estructura de los pliegos de condiciones puede variar según el proyecto y la entidad convocante, pero generalmente incluye los siguientes elementos:
1. Portada: En esta página se identifica el nombre del proyecto, la fecha de elaboración, el organismo convocante y la modalidad de contratación. Además, se proporciona información de contacto para consultas o aclaraciones.
2. Índice: Se presenta un listado detallado de los apartados y secciones del documento, junto con la numeración de páginas correspondiente. Esto facilita la navegación y búsqueda de información específica dentro de los pliegos.
3. Memoria técnica: Aquí se proporciona una descripción general del proyecto, incluyendo objetivos, alcance, requisitos técnicos, plazos de ejecución y condiciones de entrega. Es importante que esta sección sea clara y precisa, para que los participantes comprendan los aspectos fundamentales del proyecto.
4. Prescripciones técnicas: En este apartado se detallan las especificaciones técnicas del proyecto. Se incluyen aspectos como materiales y equipamiento requeridos, procesos y métodos de trabajo, normativas y estándares a cumplir. Estas prescripciones aseguran que todos los participantes tengan las mismas condiciones para la realización del proyecto.
5. Prescripciones administrativas: Esta sección aborda las condiciones legales y administrativas de la contratación. Se establecen requisitos de documentación, criterios de evaluación, condiciones de pago, repanpanos y garantías. Aquí se definen los aspectos financieros y legales que rigen el proceso de contratación.
6. Pliego de cláusulas administrativas particulares: En este apartado se incluyen las normas específicas del proyecto y las condiciones especiales de contratación. También se detallan las responsabilidades del contratista y las posibles penalizaciones o sanciones en caso de incumplimiento.
Además de estos elementos principales, los pliegos de condiciones pueden contener información adicional en forma de anexos, como planos, diagramas, especificaciones técnicas detalladas u otros documentos relevantes para el proyecto.
Es importante destacar que los pliegos de condiciones deben redactarse de manera clara, precisa y no discriminatoria, para garantizar la igualdad de oportunidades entre los participantes. Además, deben estar en conformidad con la legislación vigente y respetar los principios de transparencia y competencia leal.
En resumen, los pliegos de condiciones son documentos esenciales en los procesos de contratación, ya que establecen las reglas y requisitos que deben cumplir los participantes. Su correcta elaboración y cumplimiento contribuyen a garantizar la transparencia y la igualdad de oportunidades en la adjudicación de proyectos.
Los pliegos de condiciones son documentos fundamentales en procesos de licitación, contratación y adjudicación de proyectos, ya sea en el ámbito público o privado. Estos documentos establecen todas las especificaciones técnicas, requisitos legales y condiciones que deben cumplir los participantes para poder optar a la ejecución del proyecto.
La importancia de los pliegos de condiciones radica en su capacidad para garantizar la transparencia, igualdad de oportunidades y competencia justa entre los licitantes. Al contar con un conjunto de reglas claras y objetivas, se evita la discrecionalidad y se asegura que todas las empresas compitan en igualdad de condiciones, lo que favorece la eficiencia y calidad de los resultados.
La estructura de los pliegos de condiciones suele estar compuesta por diferentes secciones y apartados. En primer lugar, encontramos la portada, que contiene la información básica del proyecto, como el nombre, la fecha de elaboración y la identificación del organismo convocante.
A continuación, se incluye un índice detallado que facilita la navegación y búsqueda de información dentro del documento. Esto permite a los licitantes acceder de manera rápida y precisa a las secciones y cláusulas que les interesan.
La memoria técnica es una sección crucial en la que se describen los aspectos generales del proyecto, sus objetivos, alcance, requisitos técnicos y plazos de ejecución. Aquí se proporciona una visión global del proyecto y se establecen las bases para el cumplimiento de los requisitos.
Las prescripciones técnicas constituyen otro apartado relevante, ya que especifican de manera detallada los requisitos técnicos y funcionales que deben cumplir los productos, servicios o trabajos a realizar. Aquí se definen las características técnicas, los estándares de calidad, los materiales y equipamiento requeridos, así como los procesos y métodos de trabajo a seguir.
Por otro lado, las prescripciones administrativas establecen las condiciones legales y administrativas que deben cumplir los licitantes. Estas incluyen aspectos como la documentación requerida, los criterios de evaluación, las condiciones de pago, las responsabilidades y garantías, entre otros.
En ocasiones, se incluye un pliego de cláusulas administrativas particulares, el cual contiene normas específicas relacionadas con el proyecto en cuestión, tales como condiciones especiales de contratación, responsabilidades del contratista y penalizaciones por incumplimiento.
Es importante destacar que los pliegos de condiciones también abordan aspectos económicos y financieros, tales como el precio base y valor estimado del contrato, la forma de pago y las garantías económicas exigidas.
Además, pueden incluir disposiciones relacionadas con las condiciones laborales y sociales, como la normativa laboral aplicable, los derechos y obligaciones de los trabajadores y la prevención de riesgos laborales.
En caso de surgir algún conflicto, los pliegos de condiciones suelen establecer los mecanismos de solución de controversias, como el arbitraje, la mediación o la jurisdicción competente para resolver las diferencias que puedan surgir durante el proceso contractual.
Finalmente, los pliegos de condiciones suelen contar con anexos que complementan la información proporcionada, como planos, diagramas, especificaciones técnicas detalladas u otros documentos relevantes.

## Características de los pliegos de condiciones
En un Pliego de Condiciones se indica cómo y con qué hay que hacer realidad los proyectos de obras y servicios que se contratan. En el Pliego que se concuerda y firma, contiene las relaciones que existirán y que tienen que cumplirse, entre el propietario y el ejecutor de cualquier proyecto, servicio o concesión administrativa. Este documento debe contener toda la información necesaria para que el proyecto llegue a buen fin de acuerdo con los planos constructivos del mismo, indica las condiciones generales del trabajo, la descripción y características de los materiales a utilizar, los planos constructivos, y la localización de la obra o servicio. También señala los derechos, obligaciones y responsabilidades de las partes que lo suscriben. Señala así mismo como se desarrollará el trabajo y como se resolverán los conflictos que puedan surgir.
Los pliegos de condiciones son documentos fundamentales en procesos de contratación y licitación que presentan una serie de características clave. A continuación, se describen las principales características de los pliegos de condiciones:
1. Exhaustividad: Los pliegos de condiciones son completos y detallados, abordando todos los aspectos relevantes del proyecto. Contienen información técnica, administrativa, legal, financiera y cualquier otro detalle necesario para comprender y cumplir con los requisitos del contrato.
2. Precisión y claridad: Los pliegos de condiciones se redactan de manera precisa y clara, utilizando un lenguaje comprensible para todos los licitantes. Evitan ambigüedades y términos vagos, asegurando que los participantes comprendan claramente las obligaciones y requisitos establecidos.
3. Objetividad: Los pliegos de condiciones son imparciales y promueven la igualdad de oportunidades para todos los licitantes. Establecen criterios de evaluación transparentes y justos, evitando cualquier tipo de favoritismo o discriminación.
4. Especificidad: Los pliegos de condiciones son específicos en cuanto a los productos, servicios o trabajos requeridos. Incluyen detalles técnicos, especificaciones, estándares de calidad, cantidades, plazos, formas de entrega y cualquier otro requisito relevante para la ejecución del contrato.
5. Jerarquización de criterios: En algunos casos, los pliegos de condiciones establecen una jerarquía de criterios de evaluación. Esto permite asignar mayor importancia a aspectos clave, como calidad, precio, experiencia del licitante, plazos, entre otros, de acuerdo con las necesidades y prioridades del proyecto.
6. Documentación complementaria: Los pliegos de condiciones pueden requerir la presentación de documentación adicional por parte de los licitantes. Esto puede incluir certificados, acreditaciones, referencias, declaraciones juradas u otros documentos que respalden la capacidad técnica, financiera o legal de los participantes.
7. Plazos y fechas límite: Los pliegos de condiciones establecen claramente los plazos y las fechas límite para cada etapa del proceso de contratación. Esto incluye la presentación de ofertas, consultas o aclaraciones, evaluación y adjudicación del contrato. Los plazos son precisos y realistas, permitiendo a los licitantes planificar y cumplir con los tiempos establecidos.
8. Modificaciones y aclaraciones: Los pliegos de condiciones contemplan procedimientos para realizar modificaciones o aclaraciones en caso de ser necesario. Estos procedimientos aseguran que los licitantes sean informados de los cambios de manera oportuna y equitativa.
9. Confidencialidad: Los pliegos de condiciones pueden incluir disposiciones de confidencialidad para proteger la información sensible compartida por los licitantes durante el proceso de contratación. Esto garantiza la confidencialidad de los datos comerciales, financieros o técnicos proporcionados por los participantes.
Los pliegos de condiciones son herramientas clave para garantizar un proceso de contratación transparente, justo y eficiente. Su adecuada redacción y cumplimiento de estas características contribuyen a la selección de la mejor oferta para el proyecto en cuestión y al logro de los objetivos establecidos.

## Partes de un pliego de condiciones
Normalmente los pliegos de condiciones de obras se dividen en varias partes, siendo las más usuales las siguientes:
- Pliego de condiciones generales: esta parte del documento debe incluir la descripción general del contenido del proyecto, los criterios o aspectos normativos, legales y administrativos a considerar por las empresas que intervengan, listado de planos que componen el proyecto, etc. En España la normativa que se aplicaba en los Pliegos de Condiciones Generales era la norma UNE 24042 (ya no está en vigor).

- Pliegos de especificaciones técnicas: dispone de dos apartados perfectamente diferenciados:

1. Especificaciones de materiales y equipos: deben estar bien definidos todos los materiales, equipos, máquinas, instalaciones, etc. que se utilizaran en el proyecto. La definición se hará en función de códigos y reglamentos reconocidos. Las especificaciones hacen referencia a Normas y Reglamentos nacionales tipo (UNE, Normas MOPU, NBE, etc.) o internacionales (DIN, ISO, etc.).
2. Especificaciones de ejecución: en este apartado del Pliego se hace constar cómo será realizado el proyecto, es decir que su, proceso de fabricación o construcción a partir de los materiales que serán utilizados.

- Pliego de cláusulas administrativas (PCA): en este apartado del Pliego se determina la forma de medir las partes ejecutadas del proyecto, valorarlas y pagarlas.

- Pliego de prescripciones  de gestión de los residuos: en este apartado se termina lo relacionado  con el almacenamiento, manejo, separación y, en su caso otras operaciones de gestión de los residuos de construcción y demolición dentro de la obra (Plan de Gestión de Residuos Construcción-Demolición (RCD)).[3]

Un pliego de condiciones consta de varias partes que abarcan diferentes aspectos del proceso de contratación. A continuación, se describen las partes más comunes de un pliego de condiciones:
1. Portada: La portada del pliego de condiciones incluye información básica sobre el proyecto, como el nombre del proyecto, el número de referencia, la fecha de emisión del pliego, el nombre de la entidad convocante y los datos de contacto.
2. Índice: El índice es una lista que enumera las secciones y los apartados del pliego de condiciones, lo que permite a los licitantes navegar y localizar fácilmente la información relevante.
3. Introducción: La introducción proporciona una visión general del proyecto y establece el contexto en el que se lleva a cabo la contratación. Se pueden incluir detalles sobre el propósito del proyecto, los objetivos, las necesidades a satisfacer y los antecedentes relevantes.
4. Condiciones generales: Esta sección establece las disposiciones generales que rigen el proceso de contratación. Puede incluir información sobre la legislación aplicable, las normas de participación, los requisitos de elegibilidad, los plazos, los procedimientos de presentación de ofertas y las obligaciones de los licitantes.
5. Prescripciones técnicas: Las prescripciones técnicas son una parte crucial del pliego de condiciones, ya que describen de manera detallada los requisitos técnicos y las especificaciones del proyecto. Esto puede incluir descripciones de productos o servicios, estándares de calidad, requisitos de rendimiento, normas técnicas, planos, diseños y cualquier otra información relevante para la ejecución del proyecto.
6. Prescripciones administrativas: En esta sección se establecen las disposiciones administrativas y contractuales del proceso de contratación. Puede incluir criterios de evaluación de ofertas, condiciones de pago, formas de facturación, plazos de entrega, garantías requeridas, seguros, responsabilidades de las partes y cláusulas contractuales específicas.
7. Procedimiento de contratación: Esta parte describe el proceso que se seguirá para la selección y adjudicación del contrato. Incluye detalles sobre la apertura de las ofertas, la evaluación de las mismas, los criterios de selección, las etapas de negociación (si corresponde) y el proceso de adjudicación.
8. Condiciones económicas: Aquí se especifican las condiciones relacionadas con los aspectos financieros del contrato, como el presupuesto disponible, el precio base, las formas y plazos de pago, los impuestos aplicables y cualquier otra información financiera relevante.
9. Anexos: Los anexos son documentos adjuntos al pliego de condiciones que complementan la información proporcionada. Pueden incluir modelos de formularios, ejemplos de contratos, muestras de documentos requeridos, planos detallados, especificaciones técnicas adicionales u otra información pertinente.
Es importante tener en cuenta que la estructura y las partes del pliego de condiciones pueden variar según las regulaciones y las prácticas específicas de cada entidad convocante o proyecto. Por lo tanto, es fundamental revisar cuidadosamente el pliego de condiciones para comprender todas las partes y requisitos específicos antes de participar en el proceso de contratación.